# Harrison (Geórgia)
Harrison é uma cidade  localizada no estado americano de Geórgia, no Condado de Washington.

## Demografia
Segundo o censo americano de 2000, a sua população era de 509 habitantes.
Em 2006, foi estimada uma população de 487, um decréscimo de 22 (-4.3%).

## Geografia
De acordo com o United States Census Bureau tem uma área de 4,6 km², dos quais 4,5 km² cobertos por terra e 0,1 km² cobertos por água. Harrison localiza-se a aproximadamente 125 m acima do nível do mar.

## Localidades na vizinhança
O diagrama seguinte representa as localidades num raio de 24 km ao redor de Harrison.